# Vanja Radovanović
Vanja Radovanović (Beograd, 28. oktobra 1982) jeste crnogorski pevač.

## Početak karijere
Karijeru je započeo 2004. godine, kada je imao prvi javni nastup na "Music Festivalu Budva" kada je sa numerom "Dripac", sa autorskom muzikom i tekstom, dobio nagradu za najboljeg debitanta festivala. Na istom festivalu učestvuje 2005. godine sa autorskom pjesmom "Krila olovna" koja je postala veliki hit u Crnoj Gori i Srbiji. Iste godine nastupio je i na Radijskom festivalu Srbije, takođe kao kompletan autor, sa pjesmom "Izvini ne menja ljude", za koju je snimio prvi spot u karijeri. Karijeru je nastavio na takmičenju "Beovizija" 2006. godine kada se predstavio numerom "Kad me jednom za te ne bude".

## Prvi singl i spotovi
Nakon učešća na festivalima, krajem 2007. godine je promovisao singl "Pričaj dodirom" za koji je urađen spot u saradnji sa Zavodom za školovanje i rehabilitaciju osoba sa oštećenim sluhom iz Kotora. Krajem 2007. godine oformio bend sa kojim je imao „vatreno krštenje“ 31. decembra 2007. godine kao predgrupa „Bijelog Dugmeta“ na dočeku Nove godine u Baru.
Sredinom maja 2008. godine Muzička asocijacija Crne Gore objavila je Radovanovićev album prvijenac "Pričaj dodirom". Pošto je ovaj projekat postao jedan od najprodavanijih u Crnoj Gori, Radovanović je od kompanija T -Mobile Crna Gora i NOKIA izabran da bude promoter novog muzičkog telefona. 
Odmah nakon toga uslijedila je serija koncerata sa bendom na trgovima i po klubovima po Crnoj Gori na kojoj je i nastao spot za pjesmu "Takav sam i sad". 2008. godine. Godine 2009. objavljuje singl i spot za pjesmu "Ne pitaj za mene" . 
Krajem 2010. objavljuje promo materijal pod imenom "Bez koncepta" na kojem se nalaze tri pjesme "Milo moje", "Novi Sad" 
i "Rakija". U međuvremenu priprema novi materijal i ujedno piše pjesme za mnoge druge izvođače iz regiona.
U proljeće 2012. godine, u Zagrebu, u saradnji sa poznatim hrvatskim producentom Denisom Mujadžićem Denikenom, pod etiketom “GORATONA” započinje snimanje novog albuma, koji karakteriše moderni gitarski zvuk i drugačiji pristup u produkciji i 
snimanju. U junu iste godine, sa albuma je izdvojen singl pod nazivom "Padobran", za koji je snimljen spot. Drugi singl "Svi životi moji", ujedno i naslovna pjesma sa albuma, kao i spot za istu, promovisan je u decembru 2013. godine. Kraj godine je obilježio i veliki koncert održan 30. decembra ispred zidina starog grada u Budvi u okviru Novogodišnjeg programa. Izlazak novog albuma se očekuje početkom 2014. godine.

## Spoljašnje veze
- Vijesti/Intervju
- Pobjeda/Intervju
- Žena blic/ Vanja Radovanović